# Svatý Bladulf
Bladulf (? - 630) byl mnich a kněz opatství svatého Kolumbána v Bobbiu. Byl zavražděn na příkaz langobarského krále Arioalda, který byl stoupencem ariánství. Podle legendy jej svatý Atala opět oživil, aby dosáhl potrestání Arioalda.
Bladulf je pohřben v opatství svatého Kolumbána.
Katolickou i pravoslavnou církví je uctíván jako světec, jeho svátek se slaví 2. ledna.